# Five Leaves Left
Five Leaves Left é o primeiro álbum do cantor britânico Nick Drake, lançado em 1969. Este disco não é composto somente de trabalhos solo. Nick Drake foi acompanhado pelo grupo folk britânico Fairport Convention. O mesmo ocorreu em seu próximo álbum, Bryter Layter.  
Five Leaves Left ficou em 85º lugar em uma pesquisa realizada em 2005 pela emissora inglesa Channel 4, para determinar os 100 melhores álbuns de todos os tempos. Em 2003 ficou em 283º lugar na lista dos 500 melhores álbuns de todos os tempos da revista Rolling Stone. O album também é o 150º citado na lista do livro 1001 Discos Para Ouvir Antes de Morrer de Robert Dimery.  
O título do álbum (que pode ser traduzido como "Restam cinco folhas") faz referência à mensagem em pacotes de papel para cigarros Rizla, que avisava as pessoas que apenas cinco folhas restavam no pacote. Já foi sugerido que isso era destinado a pessoas que enrolavam cigarros de maconha, uma vez que em muitos casos os cigarros eram vendidos em grupos de cinco.

## Faixas
| Lado A         |                    |         |  |
| N.º            | Título             | Duração |  |
| 1.             | "Time Has Told Me" | 4:27    |  |
| 2.             | "River Man"        | 4:21    |  |
| 3.             | "Three Hours"      | 6:16    |  |
| 4.             | "Way to Blue"      | 3:11    |  |
| 5.             | "Day Is Done"      | 2:29    |  |
| Duração total: | Duração total:     | 20:44   |  |

| Lado B         |                             |         |  |
| N.º            | Título                      | Duração |  |
| 1.             | "Cello Song"                | 4:49    |  |
| 2.             | "The Thoughts of Mary Jane" | 3:22    |  |
| 3.             | "Man in a Shed"             | 3:55    |  |
| 4.             | "Fruit Tree"                | 4:50    |  |
| 5.             | "Saturday Sun"              | 4:03    |  |
| Duração total: | Duração total:              | 20:59   |  |

## Créditos
- Nick Drake - Vocal, Guitarra acústica e piano
- Richard Thompson - Guitarra elétrica
- Danny Thompson - Baixo